# Фенелон, Бертран де Салиньяк
Бертран де Салиньяк де Ла Мот Фенелон (фр. Bertrand de Salignac de La Mothe-Fénelon); 1523—1589) — маркиз, французский писатель и дипломат.
Был посланником французского короля при английском дворе Елизаветы I.
Автор мемуаров «Mémoires touchant l’Angleterre», напечатанных в «Mémoires» Кастельно (1659). Большой успех в своё время имели его «Siège de Metz» («Осада Меца», 1553) и «Voyage du roi de Henri II au Pays-Bas» (1554).
Его переписка, весьма важная для изучения эпохи религиозных войн, издана А. Теле в 1838—1841 гг.